# あららナカジー
あららナカジー（1971年8月5日 - ）は、日本の元お笑い芸人。石川県出身。WAHAHA本舗のお笑いセクションWAHAHA商店に所属していた。
身長180cm、体重62kg。バスト83cm、ウエスト73cm、ヒップ87cm、頭囲54cm、足28cm 。特技は空手とプログラミング（パソコン修理）。

## 概要
- 1999年、「喰始のショービジネスの作り方」オーディションに参加。WAHAHA本舗の公演のお手伝いをしながらお笑いライブを中心に活動。
- 2005年6月、「ナカジー13世」[1]の芸名でよしえつねお、桜・竹吉（現：チェリー吉武）らとラジークイーンを結成[2]。
- 2006年2月、WAHAHA商店に所属[1]。
- 2009年1月、芸名を「あららナカジー」に改める[3]。
- 2011年3月、引退[4]。

## ネタレパートリー
- 存在感のない音楽会
- パンチのないドラムソロ
- 売り上げがあがらないテレビショッピング
- なさけないテクノ音楽

## 映画
- 冬の幽霊たち